# HD 44594
HD 44594 — звезда, которая находится в созвездии Корма на расстоянии около 84 световых лет от нас.

## Характеристики
Звезда представляет собой жёлто-оранжевый карлик главной последовательности и по своим характеристикам очень похожа на Солнце. Её масса и диаметр практически идентичны солнечным, а светимость эквивалентна 1,25 солнечной. Низкая хромосферная активность звезды указывает на её солидный возраст — около 4,6 миллиардов лет (практически такой же возраст и у Солнца: 4,57 миллиардов лет).

## Ближайшее окружение звезды
Следующие звёздные системы находятся на расстоянии в пределах 20 световых лет от HD 44594:
| Звезда       | Спектральный класс | Расстояние, св. лет |
| HR 2157      | G0 V-IV / ?        | 7,4                 |
| HR 2158      | F4 V / ?           | 8,0                 |
| HR 2548      | F5 III             | 9,0                 |
| CD-46 2096   | M V                | 8,8                 |
| CD-43 2523   | G-K V / ?          | 9,3                 |
| CD-46 1936   | G5 V / K5 V        | 11                  |
| CD-42 2503   | G5 V               | 12                  |
| HR 2162      | G6 V / ?           | 14                  |
| CD-49 2676   | G6 V               | 14                  |
| CP-53 933    | G2 V               | 15                  |
| CP-60 604    | G1 V               | 18                  |
| CD-52 2043   | K3 V-IV            | 18                  |
| CD-51 2507   | G5 V-IV            | 18                  |
| η1 Живописца | F2 V               | 19                  |
| ι Кормы      | F0 IV              | 19                  |